# Ulica Jana Długosza w Krakowie
Ulica Jana Długosza – ulica w Krakowie, w dzielnicy XIII Podgórze, w Podgórzu.
Łączy ulicę Ignacego Krasickiego, planty im. Floriana Nowackiego i plac Emila Serkowskiego z ulicą Kalwaryjską. Jest jednojezdniowa.

## Historia
Ulica została wytyczona około 1824 roku wzdłuż powstałych nowo fortyfikacji miasta Podgórza (włączonego do Krakowa w 1915 roku, rozciągających się od Krzemionek do ujścia Wilgi.
Od 1880 roku stanowiła granicę Ludwinowa z Podgórzem, jako bezimienna droga (od początku swojego istnienia). W 1900 roku Rada Miasta Krakowa nadała ulicy obecną nazwę dla upamiętnienia Jana Długosza, polskiego historyka i kronikarza.

## Zabudowa
- ul. Jana Długosza 1 (ul. Kalwaryjska 38) – Kamienica, ok. 1910.
- ul. Jana Długosza 2 (ul. Kalwaryjska 40) – Kamienica, ok. 1890.
- ul. Jana Długosza 3 – Dom, XIX wiek.
- ul. Jana Długosza 5 – Dom, XIX wiek.
- ul. Jana Długosza 6 - Kamienica. lata 20 XX wieku
- ul. Jana Długosza 7 – Kamienica. Projektował Józef Taborski, ok. 1890.
- ul. Jana Długosza 9 – Kamienica. Projektował Józef Taborski, 1899.
- ul. Jana Długosza 10 – Dom, XX wiek.
- ul. Jana Długosza 11 – Kamienica. Projektował Józef Taborski, 1891–1895.
- ul. Jana Długosza 12 (pl. Emila Serkowskiego 11) – Kamienica. Projektował Jan Grzybiński, 1911–1912.
- ul. Jana Długosza 13 – Kamienica. Projektował Stanisław Serkowski, 1890–1891.
- ul. Jana Długosza 15 (ul. Ignacego Krasickiego 1) – Kamienica. Projektował W. Koczurkiewicz, 1906[a].

Opracowano na podstawie źródła: Gminnej ewidencji zabytków – Kraków.

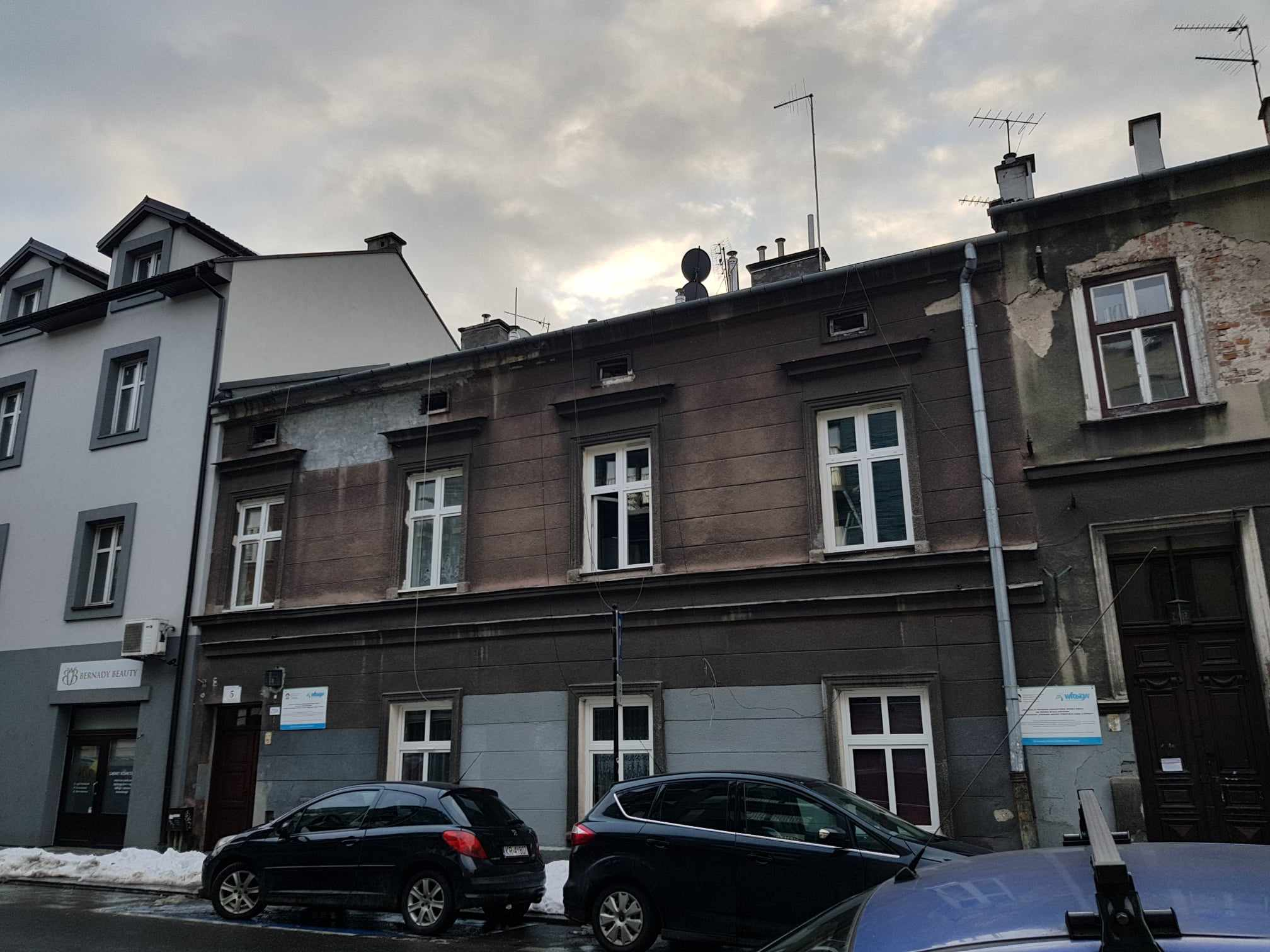
ul. Jana Długosza 5 (proj. Józef Taborski, 1890)
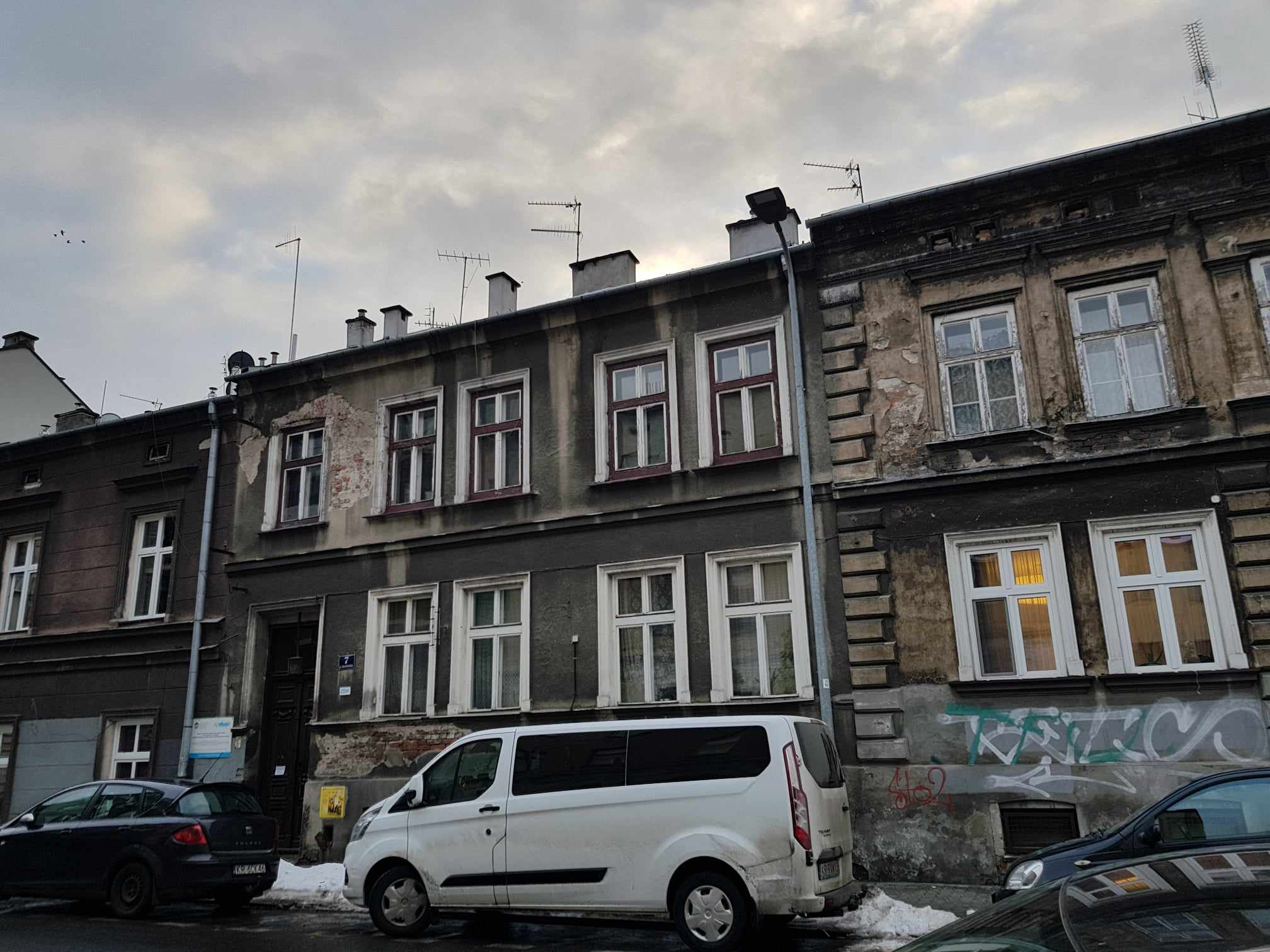
ul. Jana Długosza 7 (proj. Józef Taborski, 1890)
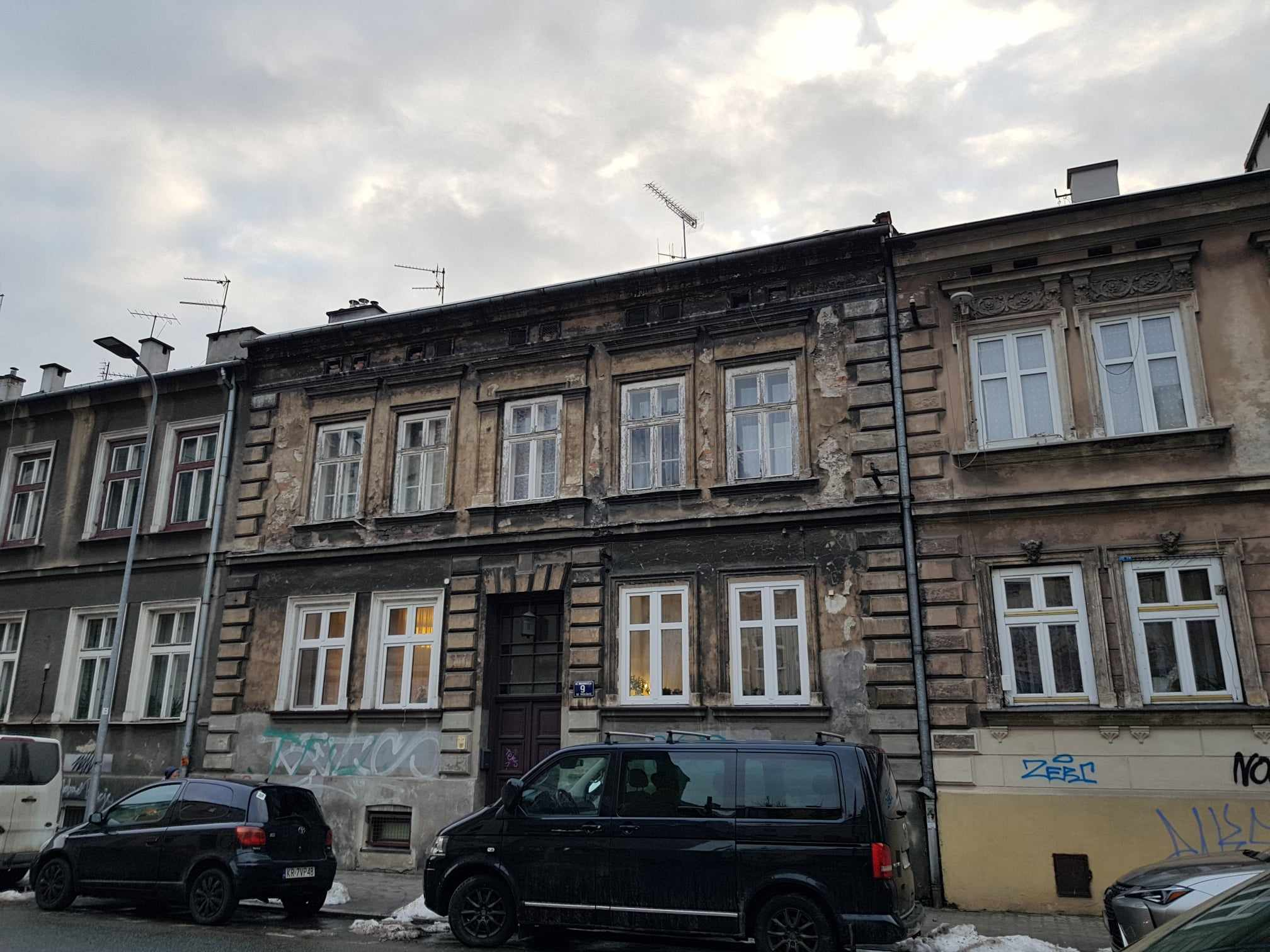
ul. Jana Długosza 9 (proj. Józef Taborski, 1899)
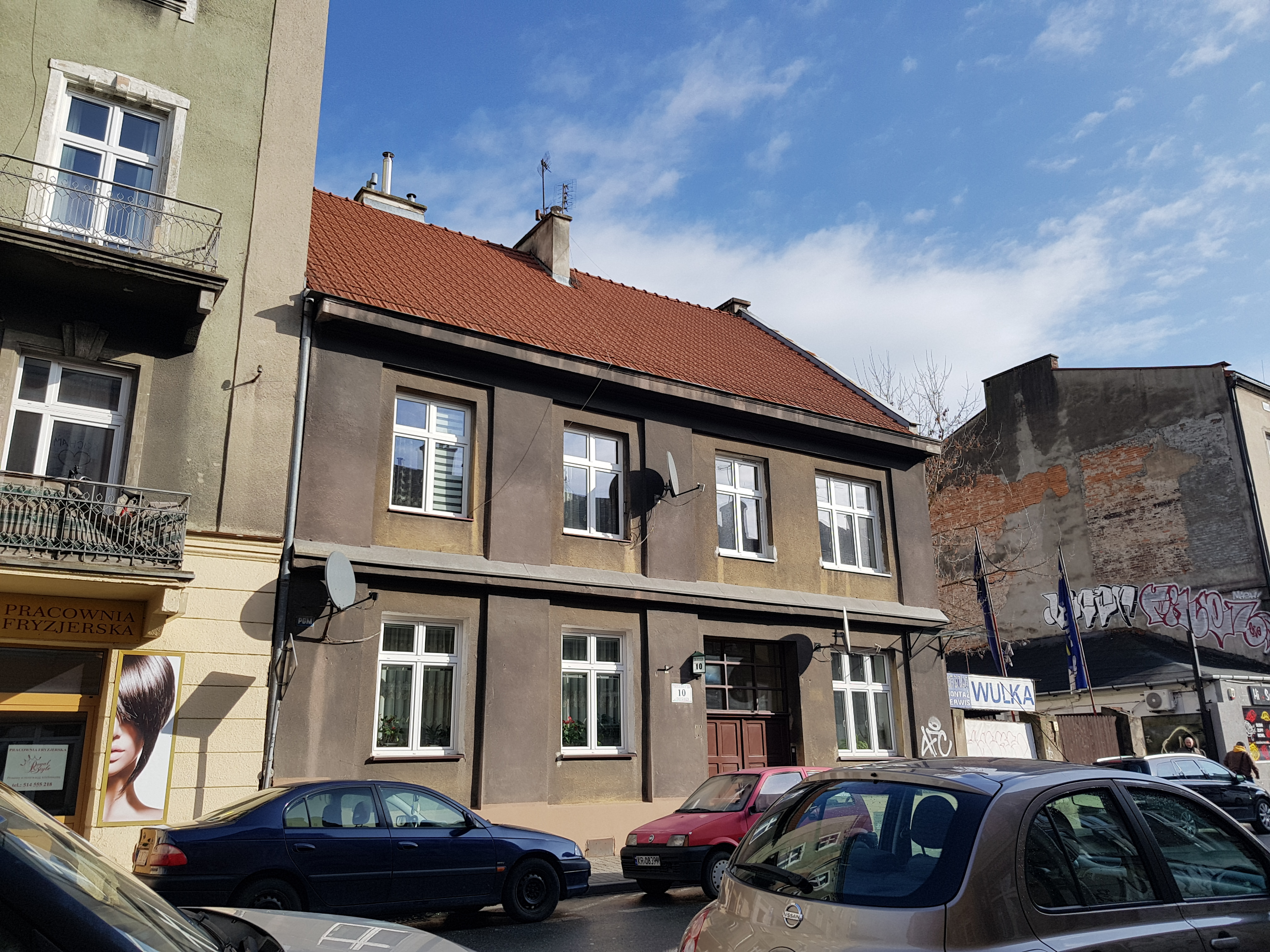
ul. Jana Długosza 10 (XX w.)
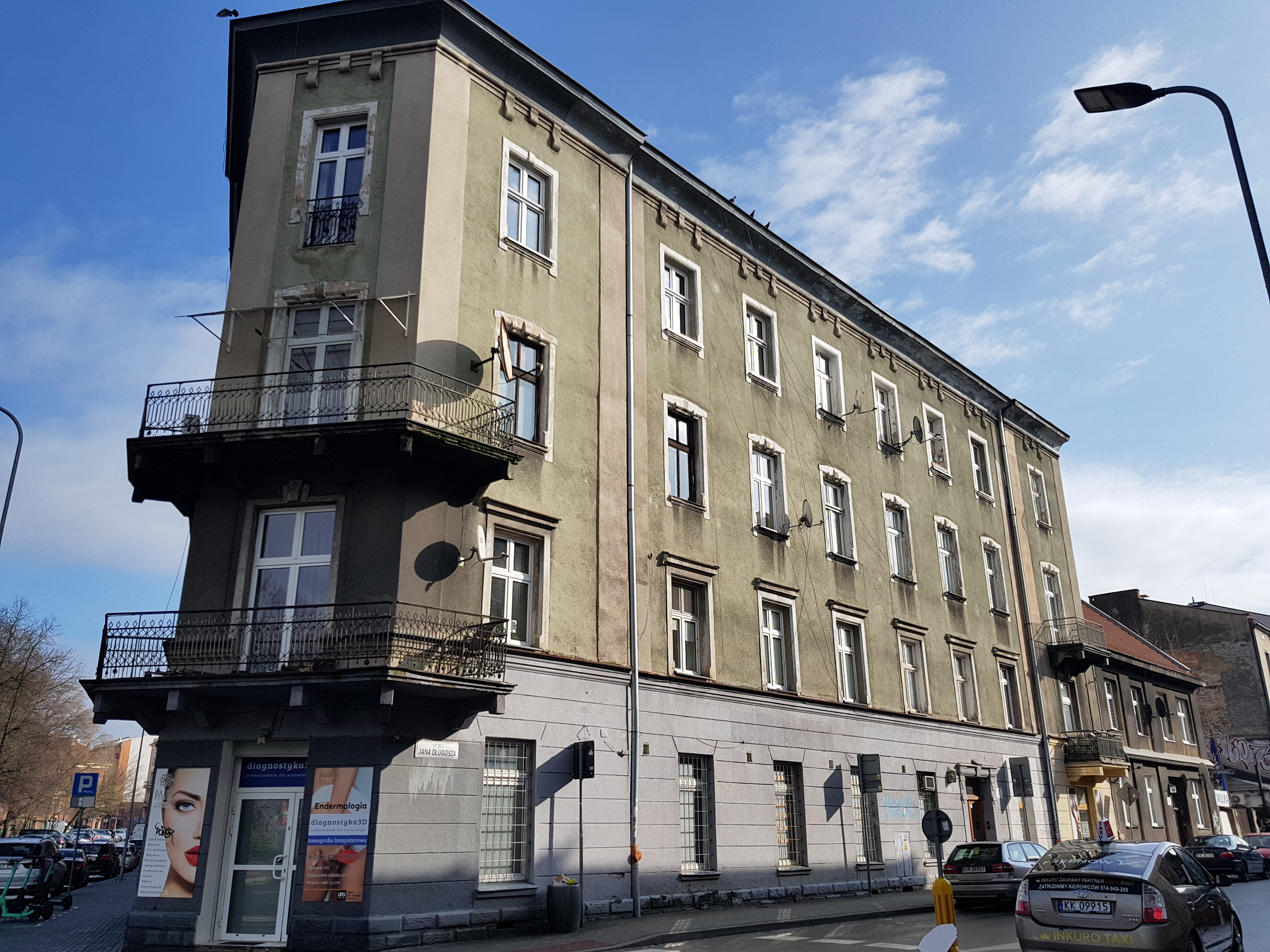
ul. Jana Długosza 12 (proj. Jan Grzybiński, 1911–1912)